# Talbot T26C

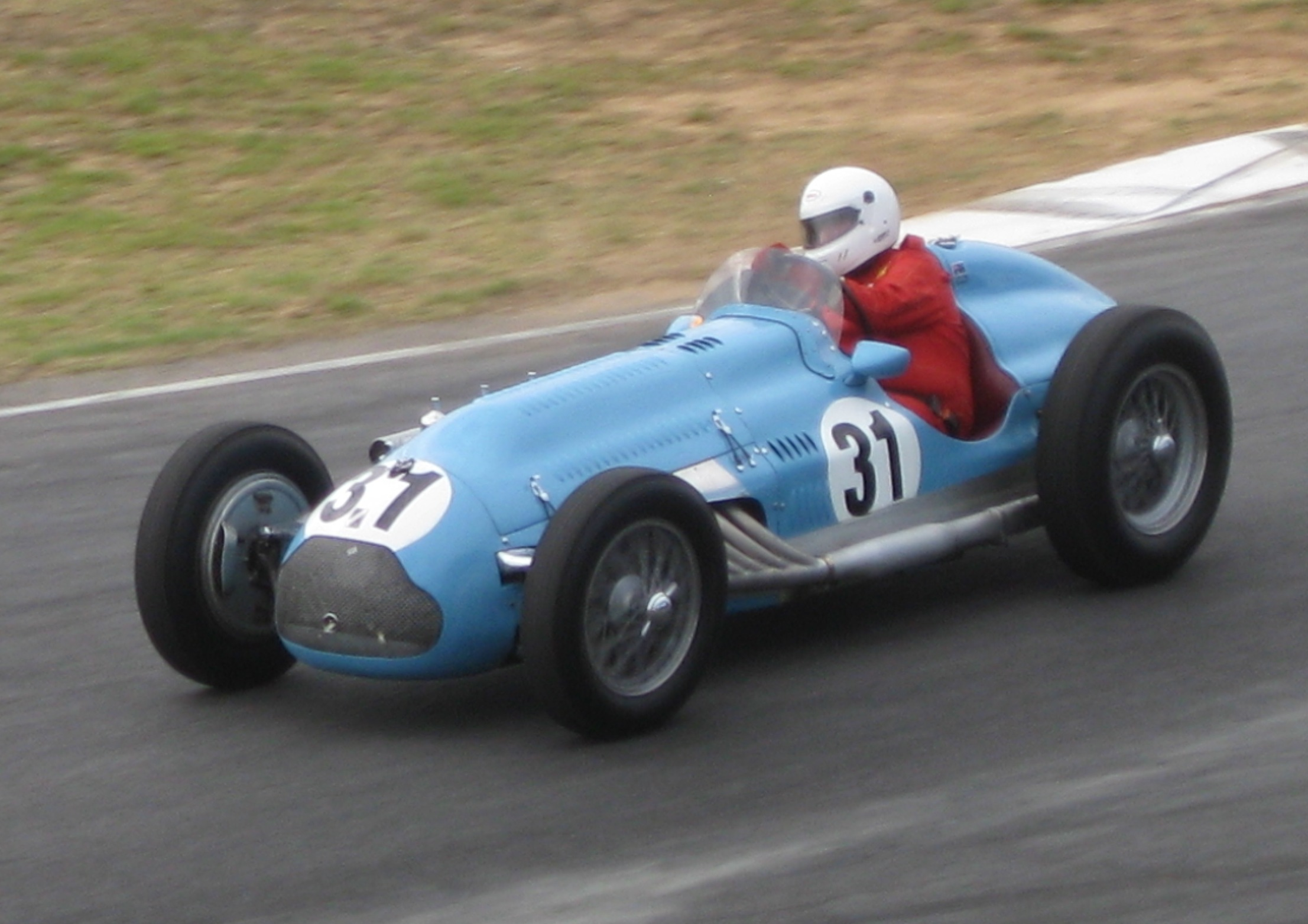
Talbot T26 C

Talbot T 26 C je závodní automobil automobilky Talbot. Byl vyroben roku 1950 ve Francii. Konstruktéři byli Antonio Lago a Carlo Marchetti. Automobil debutoval v závodech F1 na Grand Prix Velké Británie 1950.
Cesta k tomuto vozu začala již v roce 1935, kdy firma Sunbeam Talbot Darracq prožívala krizi, kterou se Antonio Lago rozhodl řešit záchranou závodního oddělení, kterému zvýšil dotace. Pod jeho vedením se přeměnila celá koncepce závodních vozů, které získaly čtyř litrový šesti válcový motor. S takto změněným vozem slavil v roce 1937 jeho tým úspěchy ne velkých cenách Francie, Marsailles, Tunisu a Donningtonu. Tyto úspěchy přinesly státní dotace, které umožnily vývoj nového třílitrového motoru.
Po druhé světové válce se ve společnosti objevil ing Marchetti a vyvinul vůz T26C, s šesti válcovým motorem o objemu čtyři litry. Vůz se účastnil mistrovství světa vozů Formule 1 v letech 1950-1951 bez výraznějších úspěchů.
V lednu 1951 začal Jean Achard tyto vozy dovážet do Brazílie, kde byly závodně činné až do roku 1954. Vůz se účastnil i 500 mil Indianapolis.

## Technická data
- Motor: Talbot 23 cv
  - Řadový
  - 6 válců DOHC
  - Objem: 4483 cc
  - Výkon: 206 kW (280 k)
  - Otáčky: 5 000 min
  - Rychlost: 250 km/h
- Hmotnost: 670 kg
- Pneumatiky: Dunlop

## Piloti
- Louis Rosier - 5 GP
- Philippe Étancelin - 4 GP
- Johnny Claes - 6 GP
- Harry Schell - 1 GP
- Raymond Sommer - 2 GP
- Pierre Levegh - 6 GP
- Charles Pozzi - 1 GP
- Guy Mairesse - 3 GP
- Yves Giraud-Cabantous - 6 GP
- Henri Louveau - 1 GP
- Louis Chiron - 6 GP
- Andre Pilette - 1 GP
- Duncan Hamilton - 2 GP
- Jacques Swaters - 2 GP

## Statistika
- 13 Grand Prix
- 0 vítězství nejlépe 3 místo
- 0 pole positions
- 0 nejrychlejších kol
- 9 bodů
- 1 x podium
- 0 x 1. řada
- 5 kol v čele závodu
- 71 km v čele závodu

| Rok  | 1   | 2   | 3   | 4   | 5   | 6   | 7   | 8   | 9 | Pořadí | Body |
| ---- | --- | --- | --- | --- | --- | --- | --- | --- | - | ------ | ---- |
| 1950 | GB  | MON | 500 | ŠVÝ | BEL | FRA | ITA | *   | * | **     | 7    |
| 1951 | ŠVÝ | 500 | BEL | FRA | GB  | NĚM | ITA | ŠPA | * | **     | 2    |